# 木下ココ
木下 ココ（きのした ここ、1982年12月24日 - ）は、日本のファッションモデル。
東京都出身。レプロエンタテインメントを経て、2023年1月よりエイベックス・マネジメントに所属。『GLAMOROUS』、『sweet』、『美人百花』など数多くの雑誌への露出から知られてきた。『PINKY』誌上での活動から知られた時期もあった。モデル業と併行させてのファッションアイテムのプロデュース業も注目を集める。

## 来歴

### 2000年代
大学3年の時にスカウトを受けレプロエンタテインメントに所属した。
ファッション雑誌『PINKY』のモデルとしてデビュー。2004年のことで、これがモデル活動の本格的な始動となった。同誌の専属モデルとして活動。木下優樹菜、佐々木希、そして鈴木えみと並ぶ同誌の4大モデルの一人と言われた。誌面ではレトロのファッションで“ココカジ”として人気を得ていた。
2005年から2006年まで日本テレビ系『バリオク!』にレギュラー出演。2006年から2009年にかけて、キリンビール「キリン・お茶のチューハイ」、明治乳業「ブルガリアヨーグルト」、シチズンホールディングス「インディペンデント」などのテレビコマーシャルに出演。2007年から2009年にかけてテレビ朝日系『FUTURE TRACKS→R』やNHK『東京カワイイ☆TV』へのレギュラー出演があったほか、2009年にはテレビ東京系『THE HILLS』にマリエや秋元梢とともにレギュラー出演した。

### 2010年代
2010年から花王「プリティア」のテレビコマーシャルに出演。『GLAMOROUS』や『sweet』などの雑誌に活動していた当時の同年暮れ頃に『COCO♥DOLL』と題した自身のDVD写真集を発売。東京スタイルの新ブランド「SERENE Dept.（セレーヌ デプト）」が始動した2011年には、女優の河北麻友子ならびに歌手のMay J.とともにこれのミューズに起用され、さっそく同ブランドのフリーマガジンに姿を見せた。
三栄書房の新ファッション雑誌『vikka（ヴィカ）』が創刊した2012年には、田中美保やikumi、ジュリアナ、加賀美セイラなどの面々をおさえ第一号の表紙にさっそく登場。さらに雑誌『美人百花』への露出を中心に活動していた同年なかば頃には「SECRET THE COCOMAGIC（シークレットザココマジック）」で自身初となる化粧品プロデュースを敢行。9月には写真集を兼ねた初の自著『MISSCOCO』を発売している。

## ブランド
自身の全面プロデュースによるコスメブランド「SECRET THE COCOMAGIC」が2012年に発足（7月上旬より販売開始）。アイシャドウ、リップスティック、リップグロス、つけまつげ、およびカラーコンタクトの5品目を展開している。

## 人物
20代の頃は、明るめの髪をゆるく巻いたドーリーなロングヘアが印象的だった。

## 作品

### DVD
- COCO♥DOLL（2010年11月26日発売／TCエンタテインメント・TCED-0941）[8]

### 写真集
- MISS COCO（2012年9月27日発売／宝島社）[18]

## 出演

### 雑誌
- 『PINKY』
- 『InRed』
- 『美人百花』／『and GIRL』／『GLAMOROUS』／『MAQUIA』／『mini』／『sweet』[22]
- 『美的』／『PS』／『Nicky』／『VITA』／『bea's up』／『junie』／『ar』／『BOB』／『ふりそで大好き』

### ランウェイ
東京ガールズコレクション／神戸コレクション／ガールズアワード／STOCK STYLE／sherly／rich

### 書籍
- 『キレイをつくる愛されビューティBOOK』（SEDA別冊、2010年） 共/エリーローズ[23]
- 『EMODA DENIM BOOK』（カタログ、2012年4月6日発行） 共/益若つばさ、鈴木えみ、宇野実彩子、あびる優、田母神智子、井出レイコ、小森純、道端アンジェリカ[24]

### CM
- 『キリン・お茶のチューハイ』（キリンビール、2006年） 共/熊澤枝里子[13]
- 『ブルガリアヨーグルト・LB81』（明治乳業、2008年・2009年） 共/佐伯チズ[13]
- 『インディペンデント』（シチズンホールディングス、2009年）[13]
- 『プリティア』（花王、2010年・2011年）[13]
- 『スミノフ・スミノフアイス』（キリンビール、2011年）

### テレビ
- 『めざましテレビ』（フジテレビ）：早耳ムスメ（2005年3月 - 2006年4月）
- 『バリオク!』（2005年 - 2006年、日本テレビ系）[12]
- 『FUTURE TRACKS→R』（2007年 - 2008年、テレビ朝日系）[12]
- 『東京カワイイ☆TV』（2008年 - 2009年、NHK）[12]
- 『THE HILLS』（2009年、テレビ東京）[12]
- 『TOKYO BRANDNEW GIRLS』（テレビ東京、2012年4月1日より） 共/安田美沙子、優木まおみ[25]

### その他
- 映画：『13の月』（2006年）
- ミュージックビデオ：「kiss」（Crystal Kay）
- フリーマガジン：『C.P.G.C. MAGAZINE』（2011年8月20日発売号より） ― 河北麻友子ならびにMay J.とともに広告塔を担うファッションブランド「SERENE Dept.(セレーヌデプト)」の展開によるフリーマガジン。[26]
- ウェブサイト：『selec+me』（サンエー・インターナショナル、2011年12月11日より） 共/富岡佳子、小畑由香里、藤井悠、浦浜アリサ、Tommy、鈴木サチ、菅原沙樹、森絵里香、平野由美、青山レイラ、LIZA[27]
- 『モテパン』（2012年1月26日発売、グンゼ） ― 下着ブランド『BODY WILD』の企画商品。今井りか、紗羅マリー、大桑マイミ、マギー、福田明子、平山美春、梨衣名、中村瑠璃奈、ソンイとともに、デザインを自ら手掛けた。[28]